# 宗徳寺 (安曇野市)
宗徳寺（そうとくじ）は、長野県安曇野市にある曹洞宗の寺院。山号は穂高山。本尊は十一面千手観世音菩薩。

## 概要
寺伝では天正2年（1574年）、仁科氏庶流の穂高盛棟が開基、霊松寺13世茂堂和尚の開山で、同寺の末寺である。明治4年（1871年）廃仏毀釈により廃寺となり、穂高学校の校舎として使用されたが、同13年（1880年）15世大磯良道が仮本堂を建立、同17年（1884年）に再興された。同31年（1898年）、廃寺となっていた下鳥羽村の日光寺の旧本堂を移築して本堂が再建された。7世大棟良仙の代に鋳造された享保19年（1734年）鋳造の鐘楼は、穂高宿の若松屋（松沢求策生家）に払い下げられた。
現在の本堂は平成22年（2010）に改築された。前立本尊は釈迦如来坐像、大権修利菩薩像、達磨大師像、十六羅漢像、韋駄天像がある。

## 境内
- 本堂
- 開山堂
- 観音堂
- 鐘楼堂
- 地蔵堂
- 鎮守堂
- 庫裡
- 三蔵閣